# Чигиринська ГЕС
53°25′24″ пн. ш. 29°51′22″ сх. д. / 53.4232° пн. ш. 29.8561° сх. д.
Чигиринська ГЕС - мала гідроелектростанція на річці Друть в Кіровському районі Могильовської області (Білорусь). Побудована в 1953—1959 роках біля села Чигиринка (60 км на південний захід від Могильова).
Встановлена потужність 1500 кВт. До комплексу ГЕС входить земляна та водозливна греблі. Довжина земляної греблі — 980 метрів. У водозливну греблю включений шлюз для скидання надлишків води і пропуску суден маломірного флоту і лісосплаву (лісосплав і судноплавство по Друті давно відсутні). У водозливній греблі встановлено 6 сегментних затворів для спуску води в період паводку. У будівлі ГЕС встановлено 3 гідрогенератори потужністю по 500 кВт.
Чигиринське водосховище активно використовується для відпочинку.